# Distrito de Żnin
Żnin (polaco: powiat żniński) es un distrito (powiat) del voivodato de Cuyavia y Pomerania (Polonia). Fue constituido el 1 de enero de 1999 como resultado de la reforma del gobierno local de Polonia aprobada el año anterior. Limita con otros seis distritos: al norte con Nakło, al nordeste con Bydgoszcz, al este con Inowrocław, al sudeste con Mogilno, al sur con Gniezno y al oeste con Wągrowiec; y está dividido en seis municipios (gmina): dos urbano-rurales (Barcin y Żnin) y cuatro rurales (Gąsawa, Janowiec Wielkopolski, Łabiszyn y Rogowo). En 2011, según la Oficina Central de Estadística polaca, el distrito tenía una superficie de 984,77  km² y una población de 70 079 habitantes.